# Завет (село)
 Тази статия е за селото.  За града вижте Завет (град).  
Завет е село в Югоизточна България. То се намира в община Сунгурларе, област Бургас.

## География
Село Завет се намира в планински район. Селото е гара на жп линията Варна-Карнобат-Пловдив, и отделно има жп спирка „Завет“ малко след гарата в посока Комунари-Варна. На нея спират само пътническите влакове. До самото село преминава река Луда Камчия. Селото се намира на 33 км от общинския център Сунгурларе, на 44 км от Карнобат и на 70 км от областния център Бургас.

## История
Старото име на селото е Барък.

### Други
Справка за промени в наименованието, вида или административно-териториалната принадлежност на населеното място
```
       Пълно наименование----------------------------------------------Период на валидност
 	с. Барък 	                                                03.03.1878 – 14.08.1934
 	с. Завет 	                                                14.08.1934 – 28.09.1949
 	с. Завет, общ. Люляково, Айтоска околия, Бургаски окр. 	        28.09.1949 – 08.03.1952
 	с. Завет, общ. Завет, Карнобатска околия, Бургаски окр. 	08.03.1952 – 29.09.1953
 	с. Завет, общ. Завет, Поляновградска околия, Бургаски окр. 	29.09.1953 – 16.12.1958
 	с. Завет, общ. Подвис, Поляновградска околия, Бургаски окр. 	16.12.1958 – 23 януари 1959
 	с. Завет, общ. Подвис, Бургаски окр. 	                        23 януари 1959 – 08.05.1971
 	с. Завет, общ. Съединение, Бургаски окр. 	                08.05.1971 – 26.12.1978
 	с. Завет, общ. Сунгурларе, Бургаски окр. 	                26.12.1978 – 01.09.1987
 	с. Завет, общ. Сунгурларе, Бургаска обл. 	                01.09.1987 – 12 януари 1999
 	с. Завет, общ. Сунгурларе, обл. Бургас 	                        12 януари 1999 – 14.12.1999
 	с. Завет, общ. Сунгурларе, обл. Бургас 	                        14.12.1999 – 31.08.2008
 	с. Завет, общ. Сунгурларе, обл. Бургас 	                        31.08.2008 -
```

## Население

### Етнически състав
Преброяване на населението през 2011 г.
Численост и дял на етническите групи според преброяването на населението през 2011 г.:
|                     | Численост |
| Общо                | 133       |
| Българи             | 121       |
| Турци               | 10        |
| Цигани              | -         |
| Други               | -         |
| Не се самоопределят | -         |
| Неотговорили        | -         |

## Културни и природни забележителности
Южно в планината има останки от християнски храм, който подлежи на възстановяване.
През 2005 година с помощта на дарители, родом от Завет, и труда на жителите на селото е изграден и осветен храмът „Света Петка“.

## Редовни събития
Всяка година на 24 май се прави събор.